# Cindy Morgan

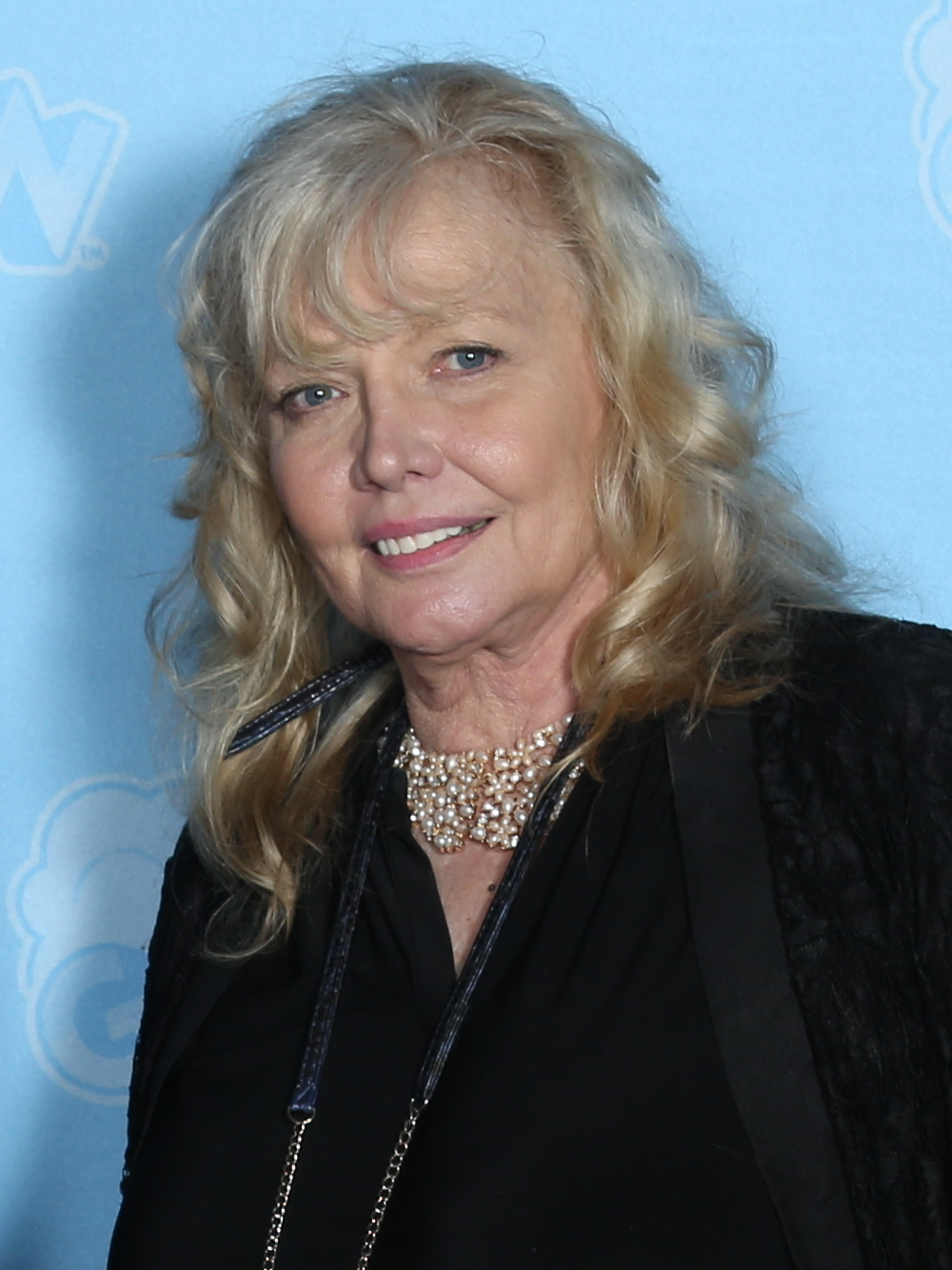
Cindy Morgan (2022)

Cindy Morgan (* 29. September 1954 in Chicago, Illinois; † zwischen dem 19. und 30. Dezember 2023 in Lake Worth Beach, Florida), eigentlich Cynthia Ann Cichorski, war eine US-amerikanische Schauspielerin, Synchronsprecherin und Filmproduzentin.

## Leben und Karriere
Cindy Morgan wurde 1954 als Tochter deutscher und polnischer Eltern geboren. Zwölf Jahre lang besuchte sie eine katholische Schule und studierte danach Kommunikation an der Northern Illinois University. Ein kommerzieller Sender der Stadt lud sie ein, die Nachrichten für sie zu berichten. Dafür nahm sie den Nachnamen Morgan an, da sie, als sie zwölf Jahre alt gewesen war, eine Geschichte über Morgan le Fay gelesen hatte.
Nach ihrem Abschluss arbeitete Morgan bei einem Fernsehsender in Rockford, Illinois, als Wettervorhersagerin. Sie war außerdem beim Radio tätig. Schließlich kehrte Morgan nach Chicago zurück, wo sie jedoch während eines Arbeitskonflikts mit ihrem Senders aufhörte. Danach trat sie in Auto-Werbeshows für Fiat auf, zog 1978 nach Los Angeles und trat dort in der Werbung als „Irish Spring Girl“ auf, während sie Schauspielschulen und Workshops besuchte.
Ihre erste bedeutende Filmrolle spielte Morgan als Sexbombe Lacey Underall in Wahnsinn ohne Handicap (1980) aus der Filmreihe Caddyshack, nachdem sie 1979 ihre erste Rolle der Elaine in Up Yours gespielt hatte. Einen weiteren bekannten Kinoauftritt hatte sie 1982 in dem Science-Fiction-Film Tron (1982) in einer Doppelrolle als Dr. Lora Baines und Yori. Weitere Auftritte hatte sie in dem Fernsehfilm Eine unheimliche Geisternacht (1985) und in verschiedenen B-Filmen. Als Gaststar war sie in Fernsehserien wie CHiPs (1981), Ein Colt für alle Fälle (1986) und Matlock (1988) zu sehen. Feste Serienrollen hatte sie als Gabrielle Short in Falcon Crest und als Gloria Marlowe in Frank Buck – Abenteuer in Malaysia.
Mitte der 1990er-Jahre war Morgans Schauspielkarriere in Hollywood weitgehend vorbei, danach arbeitete sie nur gelegentlich als Schauspielerin und als Sprecherin einiger Videospiele. Ebenfalls war sie bei drei Fernsehfilmen als Mitproduzentin beteiligt. 2006 war sie Leiterin des „Caddyshack Reunion Golf Tournament“, bei dem einige der Darsteller mit anderen Prominenten zusammenkamen. 2010 arbeitete Morgan an einem Buch über ihren Weg vom streng katholisch erzogenen Mädchen zu ihrer Rolle in Caddyshack, das aber offenbar nie veröffentlicht wurde. Zuletzt trat sie auf einigen Fan-Conventions auf.
Morgan lebte zuletzt in Florida. Sie wurde am 30. Dezember 2023 von ihrer aus einem Urlaub zurückkehrenden Mitbewohnerin tot aufgefunden, die sie das letzte Mal am 19. Dezember dieses Jahres lebend gesehen hatte. Laut Polizei starb Morgan eines natürlichen Todes.

## Filmografie

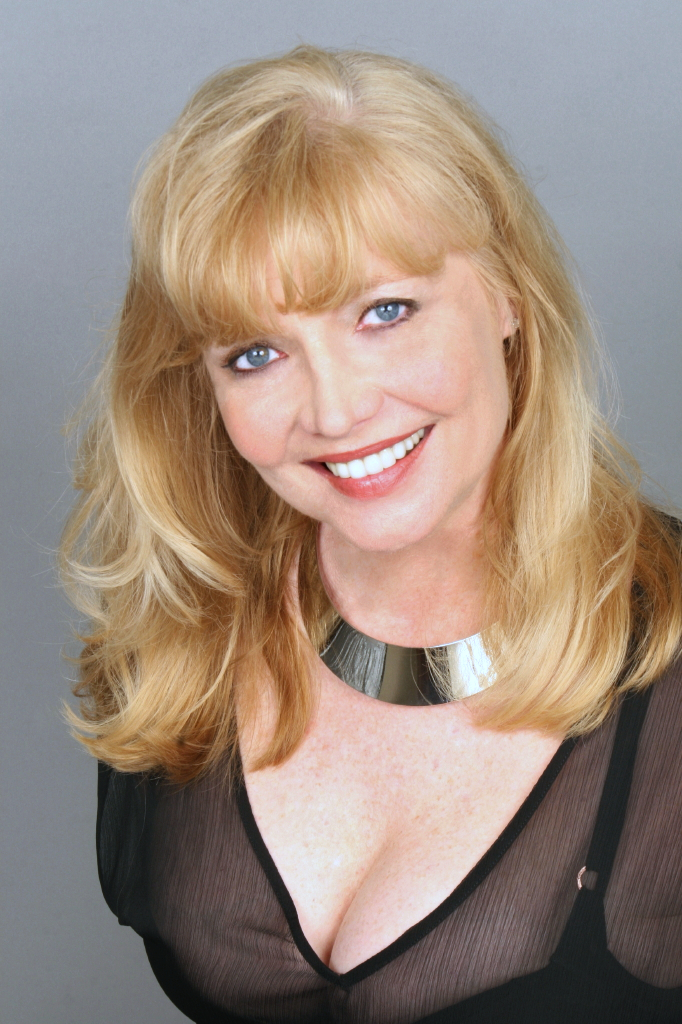
Cindy Morgan (2012)

### Filme
- 1979: Up Yours
- 1980: Wahnsinn ohne Handicap (Caddyshack)
- 1982: Tron
- 1985: Eine unheimliche Geisternacht (The Midnight Our, Fernsehfilm)
- 1985: Solomon's Universe (Fernsehfilm)
- 1987: Zottis tolle Abenteuer "(The Return of the Shaggy Dog)"
- 1994: Silent Fury
- 1995: Terminal Force (Galaxis)
- 1995: Dead Weekend (Fernsehfilm)
- 1995: Amanda und der Außerirdische (Amanda and the Alien, Fernsehfilm)
- 1995: Aliens, Akkordeons und jede Menge Ärger (Out There, Fernsehfilm)
- 2006: Open Mic'rs
- 2009: Summer Waters (Kurzfilm)
- 2011: Empty Sky (Kurzfilm)

### Fernsehserien
- 1981: Love Boat (The Love Boat, eine Folge)
- 1981: Vegas (Vega$, eine Folge)
- 1981: CHiPs (3 Folgen)
- 1982: Tron
- 1982–1983: Frank Buck – Abenteuer in Malaysia (Bring ’Em Back Alive, 13 Folgen)
- 1982–1988: Falcon Crest (16 Folgen)
- 1984: Hawaiian Heat (eine Folge)
- 1984: Operation: Maskerade (Masquerade, eine Folge)
- 1986: Ein Colt für alle Fälle (The Fall Guy, eine Folge)
- 1986: Tough Cookies (eine Folge)
- 1986: Die Fälle des Harry Fox (Crazy like a Fox, eine Folge)
- 1986: Unglaubliche Geschichten (Amazing Stories, eine Folge)
- 1987: Walt Disneys bunte Welt (Walt Disney's Wonderful World of Color, eine Folge)
- 1987: Beverly Hills Buntz (eine Folge)
- 1987, 1991: Hunter (2 Folgen)
- 1988: Highwayman (The Highwayman, eine Folge)
- 1988: She's the Sheriff (eine Folge)
- 1988–1989: Matlock (3 Folgen)
- 1990: Einer gegen alle – Mancuso, FBI (Mancuso, FBI, eine Folge)
- 1992: Harry und die Hendersons (Harry and the Hendersons, eine Folge)
- 1992: Die Larry Sanders Show (The Larry Sanders Show, eine Folge)
- 1994: Unter Verdacht – Der korrupte Polizist (Under Suspicion, eine Folge)

### Synchronisation
- 2003: Tron 2.0 (Videospiel)
- 2016: Face of the Father (Kurzfilm)
- 2022: Face of the Trinity

### Produktion
Morgan half bei den folgenden Fernsehfilmen nur als assoziierte Produzentin, spielte jedoch auch immer eine Rolle in den Filmen.
- 1995: Dead Weekend (Fernsehfilm)
- 1995: Amanda und der Außerirdische (Fernsehfilm)
- 1995: Aliens, Akkordeons und jede Menge Ärger (Fernsehfilm)